# Vuksjauratje
Vuksjauratje är en sjö i Sorsele kommun i Lappland och ingår i Umeälvens huvudavrinningsområde. Sjön har en area på 0,0826 kvadratkilometer och ligger 880,9 meter över havet. Vuksjauratje ligger i Vindelfjällen Natura 2000-område.

## Delavrinningsområde
Vuksjauratje ingår i det delavrinningsområde (735068-149688) som SMHI kallar för Ovan 734788-149165. Medelhöjden är 912 meter över havet och ytan är 45,56 kvadratkilometer. Räknas de 2 avrinningsområdena uppströms in blir den ackumulerade arean 65,23 kvadratkilometer. Särngejukke som avvattnar avrinningsområdet har biflödesordning 3, vilket innebär att vattnet flödar genom totalt 3 vattendrag innan det når havet efter 456 kilometer. Avrinningsområdet består mestadels av kalfjäll (96 procent). Avrinningsområdet har 0,08 kvadratkilometer vattenytor vilket ger det en sjöprocent på 0,5 procent.